# Phiala abyssinica
Phiala abyssinica is een vlinder uit de familie van de Eupterotidae. De wetenschappelijke naam van de soort is voor het eerst voorgesteld door Per Olof Christopher Aurivillius in een publicatie uit 1904.
De spanwijdte bedraagt 48 millimeter.

## Verspreiding
De soort komt voor in Ethiopië.

## Waardplanten
De rups leeft op Hyparrhenia rufa (Poaceae).